# Sverre
Sverre ist ein norwegischer männlicher Vorname, der auch in Dänemark und Schweden gebräuchlich ist (oft bei Personen mit norwegischem Hintergrund).

## Herkunft und Bedeutung des Namens
Der Name stammt vom altnordischen Vornamen Sverrir ab und bedeutet „Schwinger, Wilder“. Er geht zurück auf das altnordische Verb svarra „brausen, sausen“, woraus sverra „schwingen, wirbeln“ entstand. Sverre wird am besten als „wilder Mann“ übersetzt.

## Varianten
- Sverrir (isländisch)
- Sverri (färöisch)

## Namenstag
- 9. März, oft als der Todestag von König Sverre Sigurdsson († 1202) angesehen (in anderen Quellen einen Tag vorher).

## Namensträger

### Sverre
- Sverre Sigurdsson (~1151–1202), norwegischer König (1177–1202)

Neuzeit
- Sverre Andersen (1936–2016), norwegischer Fußballspieler
- Sverre Årnes (* 1949), norwegischer Schriftsteller, Comicautor und Drehbuchautor
- Sverre Dahlen Aspenes (* 1997), norwegischer Biathlet
- Sverre Brandt (1880–1962), norwegischer Dramatiker und Theatermitarbeiter
- Sverre Brodahl (1909–1998), norwegischer Skilangläufer und Nordischer Kombinierer
- Sverre Bruland (1923–2013), norwegischer Trompeter und Dirigent
- Sverre Bruun (1886–1987), norwegischer Lektor und Lehrbuchautor
- Sverre Farstad (1920–1978), norwegischer Eisschnellläufer
- Sverre Fehn (1924–2009), norwegischer Architekt
- Sverre Grøner (1890–1972), norwegischer Turner
- Sverre Hansen (Leichtathlet) (1899–1991), norwegischer Weitspringer
- Sverre Hansen (Fußballspieler) (1913–1974), norwegischer Fußballspieler
- Sverre Hansen (Schauspieler) (1919–1995), norwegischer Schauspieler
- Sverre Hassel (1876–1928), norwegischer Zollbeamter und Polarforscher
- Sverre Haugli (* 1982), norwegischer Eisschnellläufer
- Sverre Holm (1931–2005), norwegischer Schauspieler
- Sverre Istad (* 1965), norwegischer Biathlet
- Sverre Andreas Jakobsson (* 1977), isländischer Handballspieler
- Sverre Jordan (1889–1972), norwegischer Komponist und Pianist
- Sverre Kjelsberg (1946–2016), norwegischer Pop- und Rock-Musiker
- Sverre Kolterud (1908–1996), norwegischer Nordischer Kombinierer
- Sverre Løken (* 1960), norwegischer Ruderer
- Sverre Myrli (* 1971), norwegischer Politiker
- Sverre Magnus von Norwegen (* 2005), norwegischer Prinz
- Sverre Patursson (1871–1960), färöischer Journalist
- Sverre Lunde Pedersen (* 1992), norwegischer Eisschnellläufer
- Sverre Petterssen (1898–1974), norwegischer Meteorologe
- Sverre Walter Rostoft (1912–2001), norwegischer Wirtschaftsmanager und Politiker
- Sverre Rotevatn (* 1977), norwegischer Nordischer Kombinierer
- Sverre Solberg (1960–2014), norwegischer Schauspieler
- Sverre Stallvik (1927–2015), norwegischer Skispringer
- Sverre Stenersen (1926–2005), norwegischer Skisportler (Nordische Kombination, Skispringen, Skilanglauf)
- Sverre Stensheim (1933–2022), norwegischer Skilangläufer
- Sverre Strandli (1925–1985), norwegischer Leichtathlet
- Sverre Wilberg (1929–1996), norwegischer Film- und Theaterschauspieler

### Varianten
- Sverri Sandberg Nielsen (* 1993), dänischer Ruderer
- Sverrir Guðnason (* 1978), schwedischer Schauspieler
- Sverrir Ingi Ingason (* 1993), isländischer Fußballspieler